# Leyrieu
Leyrieu ist eine französische Gemeinde mit 919 Einwohnern (Stand: 1. Januar 2022) im Département Isère in der Region Auvergne-Rhône-Alpes. Sie gehört zum Arrondissement La Tour-du-Pin und ist Teil des Kantons Charvieu-Chavagneux. Die Einwohner werden Leyriolands genannt.

## Geografie
Leyrieu liegt etwa 33 Kilometer ostsüdöstlich von Lyon. Umgeben wird Leyrieu von den Nachbargemeinden Vernas im Norden und Nordosten, Annoisin-Chatelans im Osten, Crémieu im Süden sowie Saint-Romain-de-Jalionas im Westen.

## Bevölkerungsentwicklung
| Jahr                       | 1962 | 1968 | 1975 | 1982 | 1990 | 1999 | 2006 | 2013 |
| -------------------------- | ---- | ---- | ---- | ---- | ---- | ---- | ---- | ---- |
| Einwohner                  | 288  | 230  | 300  | 376  | 461  | 643  | 698  | 788  |
| Quellen: Cassini und INSEE |      |      |      |      |      |      |      |      |

## Sehenswürdigkeiten

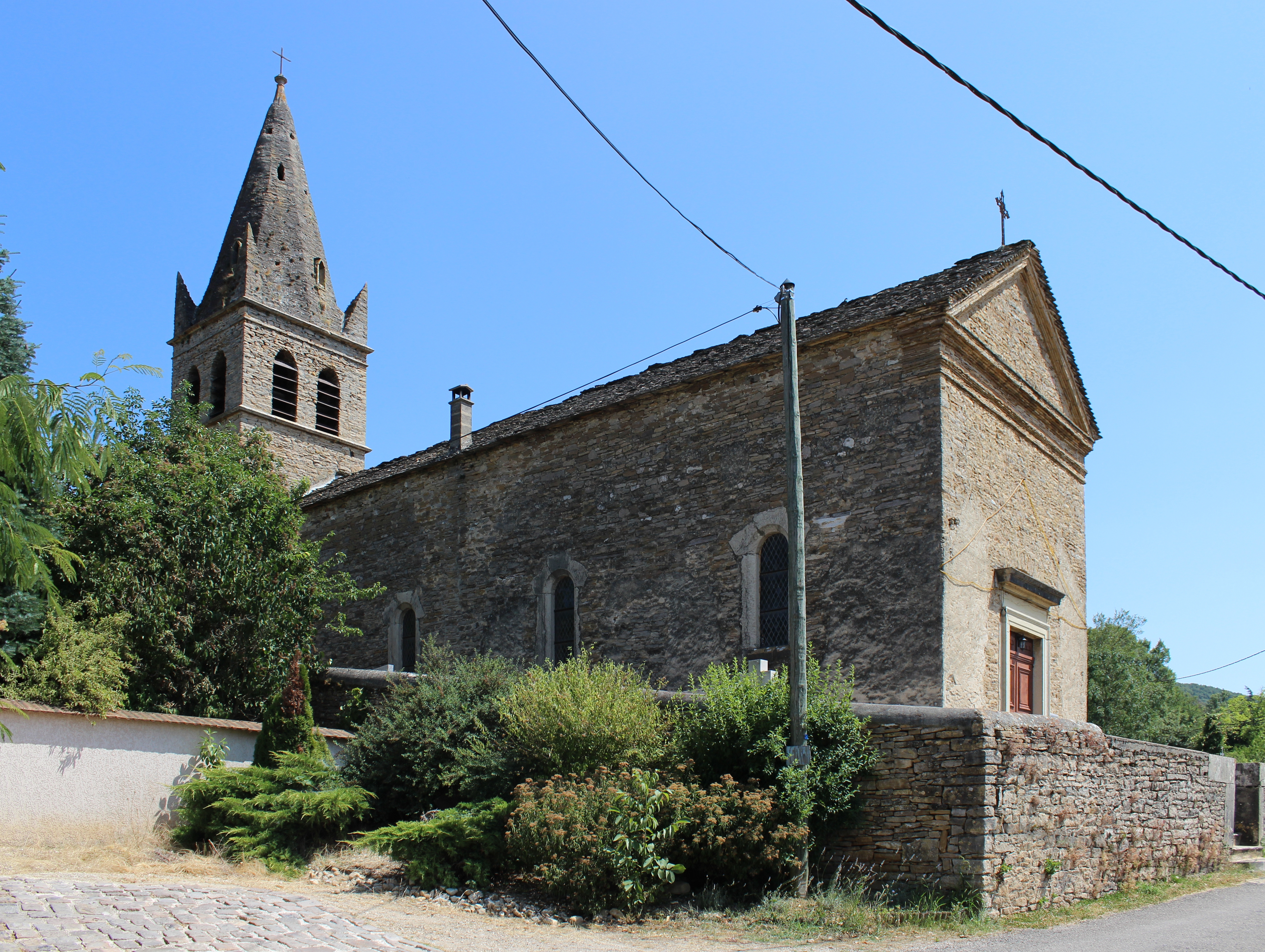
Kirche Saint-Jean-l’Evangeliste

- Kirche Saint-Jean-l’Evangeliste